# 29 Darłowska Eskadra Lotnicza
```

```

29 Darłowska Eskadra Lotnicza – eskadra lotnictwa Marynarki Wojennej. Rozformowana z końcem 2010 roku.

## Historia
Z dniem 1 stycznia 2003 roku, w wyniku restrukturyzacji lotnictwa MW, przeformowano 2 Darłowski Dywizjon Lotniczy w 29 Eskadrę Lotniczą. Podległość organizacyjna pozostała taka sama, czyli Gdańskiej Brygadzie Lotnictwa Marynarki Wojennej.
Jednostka przejęła sztandar 2 dywizjonu nadany przez Prezydenta RP aktem z dnia 23 września 1994 roku.
Z dniem 31 grudnia 2010 roku eskadra została rozformowana, a jej sprzęt oraz personel zasilił szeregi utworzonej 44 Bazy Lotnictwa Morskiego.

## Dowódcy
- kmdr por. pil. Wiesław Cuper (od sformowania - 2005)
- kmdr por. pil. Tomasz Pęcherzewski (2005 - 9 września 2007)
- kmdr por. pil. Paweł Smereka (9 września 2007 – do rozwiązania)

## Tradycje
29 Darłowska Eskadra Lotnicza zgodnie z decyzją Ministra Obrony Narodowej nr 91/MON/PSSS z 7 kwietnia 2005 kultywuje tradycje jednostek:
- 28 Eskadra Ratownicza Marynarki Wojennej
- 16 Pułk Lotnictwa Specjalnego Marynarki Wojennej
- 40 Eskadra Zwalczania Okrętów Podwodnych i Ratownictwa
- 2 Darłowski Dywizjon Lotniczy

## Wyposażenie

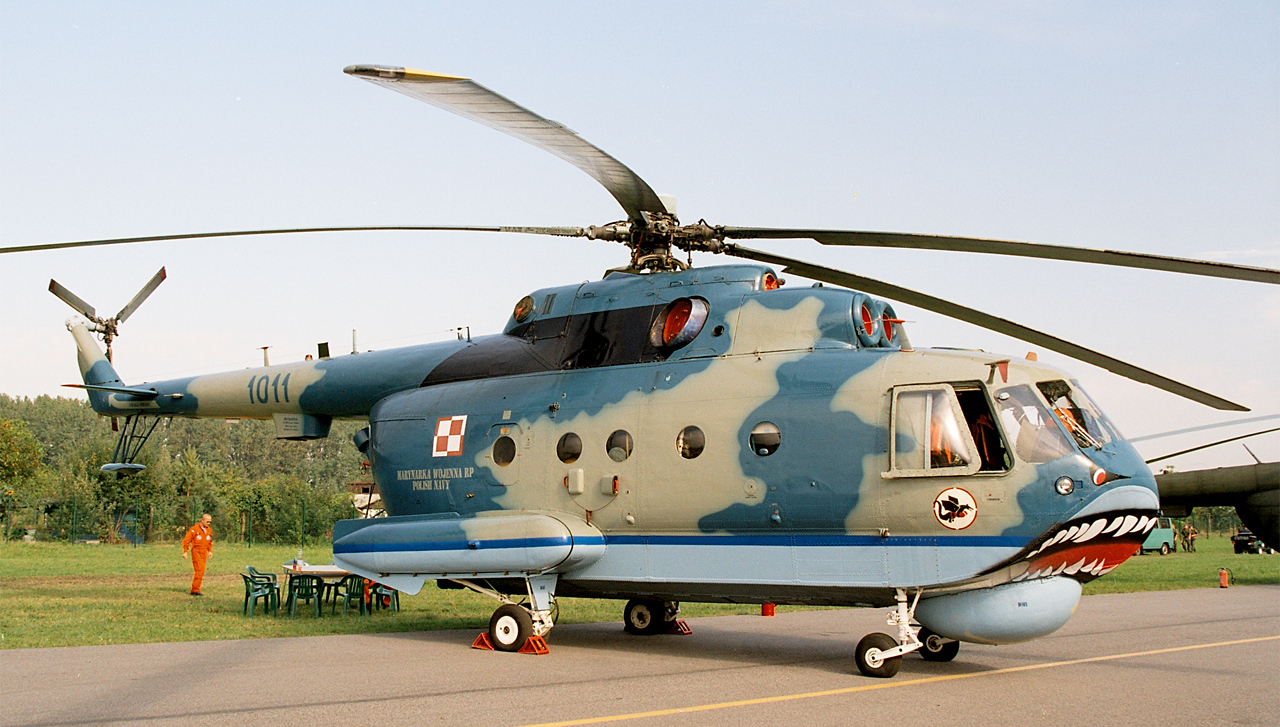
Mi-14PŁ z 29 Eskadry Lotniczej (nr takt 1011)

Wyposażenie eskadry stanowiły śmigłowce:
- ratownicze Mi-14PS (numery taktyczne: 1013, 1016 i 5137)
- ZOP Mi-14PŁ (numery taktyczne: 1001, 1002, 1003, 1005, 1007, 1008, 1009, 1010, 1011 i 1012)
- ratownicze PZL W-3RM Anakonda (numery taktyczne: 0505 i 0506)